# Viktor Kaplan
Pour les articles homonymes, voir Kaplan.
Viktor Kaplan (27 novembre 1876 – 23 août 1934) est un ingénieur autrichien ayant inventé la turbine du même nom, servant principalement à la production d'électricité, tout comme la turbine Francis et la turbine Pelton.

## Biographie
Kaplan est le benjamin d'une famille de cheminots autrichiens. Son frère Karl est né en 1871 à Zagreb et sa sœur Anne-Louise en 1873 à Lekenik en Croatie (cette dernière meurt prématurément). Kaplan fréquente l'école communale à Neuberg an der Mürz puis l'école professionnelle de Hetzendorf (aujourd'hui, le lycée professionnel de Wieden (Vienne), au no 7 de la Waltergasse à Vienne). Il montre très tôt des dispositions pour le travail manuel : avec des pièces de rebut, il se fabrique un appareil photo et un petit moteur à vapeur.
Après le baccalauréat, obtenu le 10 juillet 1895, Kaplan étudie le génie mécanique à l'université technique de Vienne de 1895 à 1900. Il réussit l'examen professionnel d'ingénieur le 15 juin 1900 et accomplit son service militaire en tant qu'élève-mécanicien dans la Kriegsmarine à l'arsenal de Pola sur la presqu'île d'Istrie, dans ce qui est alors l'apanage côtier de la Couronne, aujourd'hui rattachée à la Croatie.
Le 25 octobre 1901, Kaplan commence sa carrière comme concepteur de turbines aux ateliers de mécanique de Leobersdorf, filiale de la firme Ganz & Cie de Budapest. C'est là qu'il imagine un moteur à combustion et explosion amélioré, d'un rendement accru de 23 %. Comme il a exposé les principes de ce moteur lors du colloque de l'association des Ingénieurs et Architectes, le 16 mars 1903 à Vienne, sans en avoir référé à son chef, il est renvoyé.
Il se voit ensuite offrir un emploi de chef de projet à l'Institut technique de Brünn et entre en fonctions le 31 octobre 1903 comme professeur de construction mécanique sous la direction d'Alfred Musil. Ce dernier n'est autre que le père de l'écrivain Robert Musil, qui est lui-même ingénieur diplômé de l'École technique de Brünn (1903) puis maître-assistant à l'université technique de Stuttgart.
Kaplan passe à Brünn trente années de sa vie. C'est là qu'il fait l'essentiel de ses découvertes. En 1909, il passe sa thèse d'habilitation, et le 18 septembre suivant épouse une Viennoise, Margarete Strasser, dont il a deux filles, Gertraud et Margarete. En 1912, il obtient le poste de professeur auxiliaire de constructions hydrauliques, et en 1918, celui de professeur titulaire.
Viktor Kaplan est décrit par ses contemporains comme un homme spontané, amoureux de la nature et plein de bonne humeur ; mais lorsqu'il est question du sujet des turbines, il en oublie tout le reste : c'est ainsi qu'il se présente en bleu de travail à une conférence donnée en son honneur, entièrement absorbé par le réglage d'une nouvelle turbine.
Au mois de février 1922, Kaplan tombe gravement malade. En 1926, l’université technique germanophone de Prague lui décerne un doctorat honoris causa. À la suite d’une encéphalite, il décide finalement en 1931 de prendre sa retraite. Il s'installe définitivement dans sa résidence secondaire de Rochuspoint à Unterach, achetée en 1920, et y meurt d'une congestion cérébrale le 23 août 1934. Viktor Kaplan est inhumé dans le caveau familial de Rochuspoint.

## La turbine Kaplan

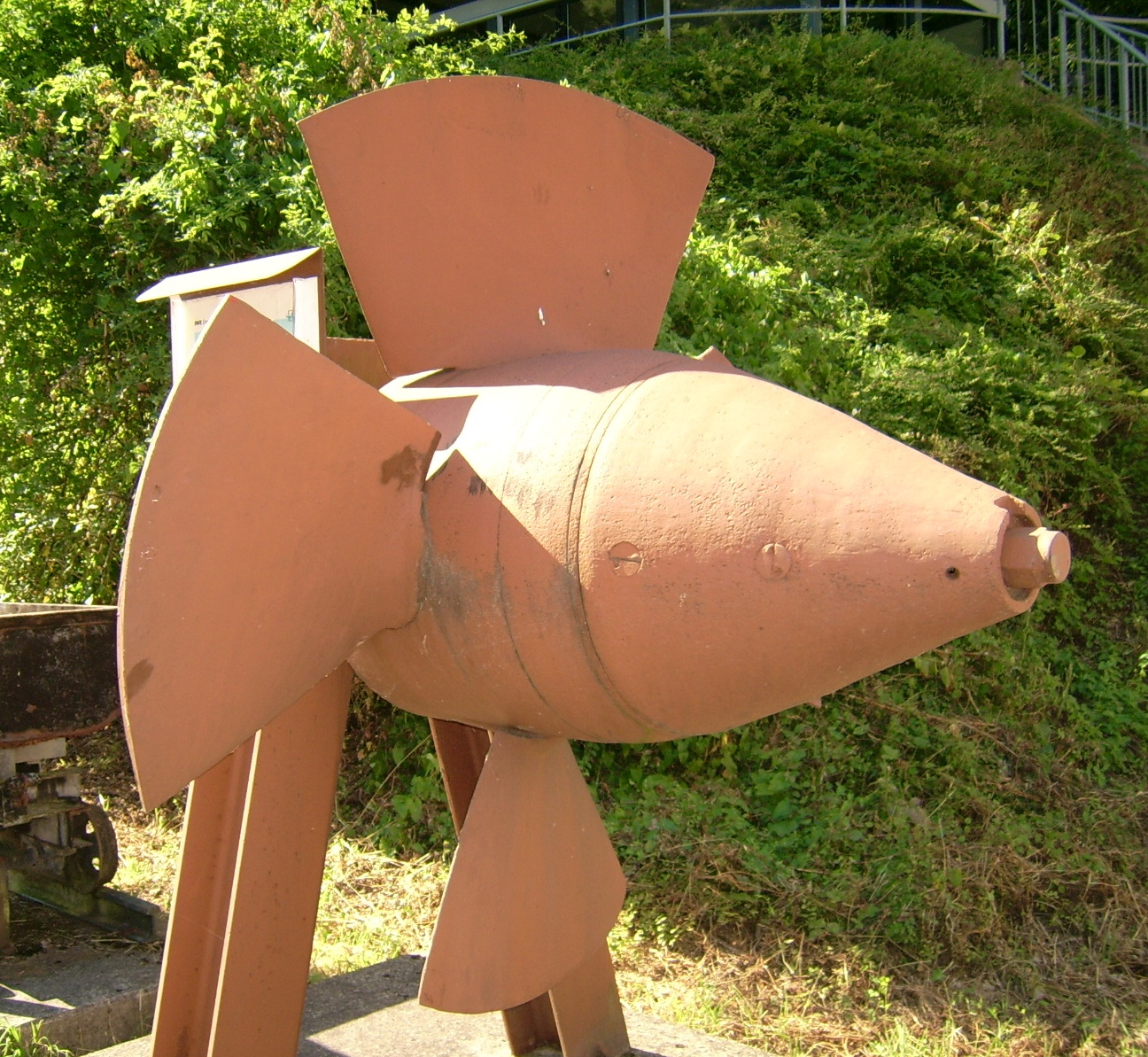
Turbine de l'usine hydroélectrique de Niederhausen-sur-la-Nahe, inaugurée en 1928 ; la visite peut se faire par l'écluse de Mettlach.

Toute sa vie, Kaplan se passionne pour les turbines et l'hydroélectricité. Son invention révolutionnaire, les turbines à pas variable, adaptée aux rivières à fort débit et faibles chutes, remonte à 1912. Kaplan travaille depuis 1910 sur ce projet lorsque l'industriel Heinrich Storek, directeur de la fonderie et des Ateliers mécaniques Ignaz Storek, lui fait aménager un laboratoire dans les caves de l'Institut Technique de Brünn.
L'invention de Kaplan « se heurta d'abord au scepticisme des fabricants établis ». Entre 1912 et 1913, Kaplan dépose quatre brevets importants :
- une forme d'aube pour les roues primaires de turbine (28 décembre 1912 : brevet no 74388) ;
- un dispositif de variation de l'espacement entre deux aubes consécutives (7 août 1913 : brevet no 74244) ;
- le carénage du corps de turbine entre le rotor et le stator ;
- un procédé de formage des aubes du rotor garantissant l'uni de surface.

À cela vint s'ajouter ensuite le divergent Kaplan.
Il présente ces inventions aux fabricants internationaux et au public lors du Congrès des Ingénieurs et architectes autrichiens de 1917. Les conclusions pratiques de son intense travail de recherche se heurtent à la concurrence et au scepticisme des firmes suisses et allemandes, dont l'essentiel de la production est orienté vers la fabrication des turbines Francis. Cette opposition féroce empêche de nouveaux développements par d'innombrables procès de propriété industrielle, qui épuisent la santé de l'inventeur. Outre les soucis bureaucratiques, son travail se trouve interrompu à partir de 1914 par la Première Guerre mondiale.
La première turbine Kaplan, d'un diamètre de 60 cm, offrant une puissance installée de 26 kW, est construite en 1918 par l'usine Storek de Brünn et installée en 1919 aux filatures Velm (Basse-Autriche). Cette première turbine fonctionne jusqu'en 1955 et est exposée aujourd'hui au musée des techniques de Vienne. Mais ce prototype ne commence vraiment à s'imposer dans le monde entier qu'avec l'utilisation d'une turbine Kaplan de 5,70 m de diamètre pour le barrage suédois de Lilla Edet.
Il y a aujourd'hui à travers le monde des milliers de turbines Kaplan en fonctionnement. La part de marché de la turbine Kaplan dans l'hydro-électricité n'excède pas 10 % (pour les usines de moyenne chute, on utilise plutôt des turbines Francis et pour les grandes chutes des turbines Pelton).

## Œuvres
- (de) Bau rationeller Francisturbinen-Laufräder und deren Schaufelformen für Schnell-, Normal-und Langsam-Läufer [« Construction de roues de turbine Francis efficaces et leurs formes de pales pour les roues rapides, normales et lentes »], Munich et Berlin, 1908.
- (de) « Einrichtung und Versuchsergebnisse des Turbinenlaboratoriums an der Deutschen Technischen Hochschule in Brünn » [« Création et résultats des tests du laboratoire de turbines à l'Université technique allemande de Brno »], Zeitschrift des Österreichischen Ingenieur- und Architekten-Vereins, Vienne,‎ 1912.
- (de) Wie die Kaplanturbine erstand [« Comment est née la turbine Kaplan »] (Annuaire), Wasserkraft-Jahrbuch, 1925-26.
- (de) Theorie und Bau von Turbinen-Schnellläufern [« Théorie et construction des turbines à grande vitesse »], Munich et Berlin, 1931 (réimpr. 2e édition).

## Récompenses et distinctions
- 1926 : docteur honoris causa de l'Institut technique de Prague ;
- 1930 : médaille d'or de l'Association des ingénieurs et architectes autrichiens ;
- 1934 : docteur honoris causa de l'Institut technique de Brünn.

## Hommage
La banque centrale de République tchèque et les postes autrichiennes ont émis des billets (billet de 1 000 schillings de 1961) et timbres à l'effigie de Viktor Kaplan